# روابط کره جنوبی و مالزی
روابط کره جنوبی و مالزی (انگلیسی: Malaysia–South Korea relations) روابط دیپلماسی دو جانبه بین مالزی و کره جنوبی است. سفارت مالزی در سئول، و سفارت کره جنوبی در کوالا لامپور قرار دارد. دو کشور روابط خود را در سال ۱۹۶۰ بر پا کردند. بعد از اینکه در سال ۲۰۲۱، به خاطر استرداد یک تبعه کره شمالی به ایالات متحده آمریکا توسط مالزی، روابط دو کشور قطع شد آنگاه مالزی، کره جنوبی را یگانه حکومت قانونی بر تمام کره به رسمیت شناخت.

## تاریخچه
روابط بین دو کشور در روز ۲۳ فوریه ۱۹۶۰، با دیدار رهبران دو کشور شروع شد.